# Хелмут Ран
Хелмут Ран (енгл. Helmut Rahn; 16. август 1929 — 14. август 2003) бивши је немачки фудбалер. Познат је по одлучујућем голу у финалу светског првенства 1954. (Западна Немачка — Мађарска: 3—2).

## Kаријера
Каријеру је започео 1912. године у Алтенесену, где је играо од 1938. до 1946. Тада је прешао у Елде, са којим је дао укупно 52 гола. У сезони 1950—51. играо је за Спортфреунде Катернберг. 
Према статистици, најуспешнији је био када је играо за Рот вајс Eсен од 1951—1959. Године 1953. освојио је куп Немачке, а 1955. УЕФА Лигу шампиона. Од 1959. до 1960. играо је у Келну, а 1960. прешао је у Енсхеде.
У Бундеслиги 1963. године почео је да игра за Дуизбург. Каријеру је завршио 1965. због проблема са коленима, а заједно са Хансом Шефером био је један од последњих чланова светског првенства 1954. који се повукао у пензију. Његова позиција била је центарфор.
Његов најзначајнији гол био је у финалу светског првенства 1954. године. Немачка, чији су се чланови сами изненадили у финалу, играла је против Мађарске која четири године узастопно није изгубила ниједан меч до финала светског првенства. Немачка је губила са 0—2 после само осам минута од почетка, али је потом убацила два гола, а Ран је асистирао за први немачки гол и убацио други. Током преосталих шест минута, Ран је примио лопту испред казненог простора пре него што је прошао поред мађарског играча и успео да шутира у доњи леви угао. Лопта је ударила у мрежу и Немачка је победила са 3—2 „непобедив" мађарски тим. Овај меч је познат у Немачкој као Чудо из Берна.
Ран је, такође, био део немачког тима који је стигао до полуфинала светског првенства 1958. Дао је укупно десет голова (више од њега дали су Жист Фонтен и Шандор Кочиш), а уједно и први играч који је постигао најмање четири гола у два различита светска првенства.
Играо је у укупно четрдесет међународних утакмица и дао је укупно двадесет и један гол.

## Каснији живот
Након што се повукао из фудбала, Ран је отворио овлашћени дилер за продају возила у Есену. Био је познат по свом хумору и по способности да увесели друге. Умро је два дана након свог седамдесет и четвртог рођендана, у Есену. Филм Чудо из Берна снимљен је у његову част.

## Породица
Године 1953. оженио се са Герти Селер, са којом је имао два сина. Наводно је рођак Кевина-Принса Боатенга.

## Споменик
Подигнут му је споменик 11. јула 2004. године, педесет година након меча у Берну, у близини стадиона у Есену, на тргу који је по њему добио име.

## Статистика каријере

### Клуб
| Клуб                    | Сезона  | Лига    | Лига   | Лига    | Немачка Лига шампиона | Немачка Лига шампиона | Укупно | Укупно |
| Клуб                    | Сезона  | Наступи | Голови | Наступи | Голови                | Наступи               | Голови |        |
| ----------------------- | ------- | ------- | ------ | ------- | --------------------- | --------------------- | ------ | ------ |
| Спортфреунде Катернберг | 1950–51 | 30      | 7      | —       | —                     | 30                    | 7      |        |
| Рот вајс Eсен           | 1951–52 | 29      | 20     | 6       | 5                     | 35                    | 25     |        |
| Рот вајс Eсен           | 1952—53 | 28      | 9      | —       | —                     | 28                    | 9      |        |
| Рот вајс Eсен           | 1953—54 | 30      | 18     | —       | —                     | 30                    | 18     |        |
| Рот вајс Eсен           | 1954—55 | 19      | 5      | 4       | 1                     | 23                    | 6      |        |
| Рот вајс Eсен           | 1955—56 | 24      | 9      | —       | —                     | 24                    | 9      |        |
| Рот вајс Eсен           | 1956—57 | 21      | 10     | —       | —                     | 21                    | 10     |        |
| Рот вајс Eсен           | 1957—58 | 27      | 8      | —       | —                     | 27                    | 8      |        |
| Рот вајс Eсен           | 1958—59 | 23      | 9      | —       | —                     | 23                    | 9      |        |
| Рот вајс Eсен           | Укупно  | 201     | 88     | 10      | 6                     | 211                   | 94     |        |
| Келн                    | 1959—60 | 29      | 11     | 7       | 4                     | 36                    | 15     |        |
| Енсхеде                 | 1960—61 | 27      | 14     | —       | —                     | 27                    | 14     |        |
| Енсхеде                 | 1961—62 | 21      | 12     | —       | —                     | 21                    | 12     |        |
| Енсхеде                 | 1962—63 | 21      | 13     | —       | —                     | 21                    | 13     |        |
| Енсхеде                 | Укупно  | 69      | 39     | —       | —                     | 69                    | 39     |        |
| Дуизбург                | 1963—64 | 18      | 8      | —       | —                     | 18                    | 8      |        |
| Дуизбург                | 1964—65 | 1       | 0      | —       | —                     | 1                     | 0      |        |
| Дуизбург                | Укупно  | 19      | 8      | —       | —                     | 19                    | 8      |        |
| Укупно                  | Укупно  | 348     | 153    | 17      | 10                    | 365                   | 163    |        |

### Репрезентација
| Немачка | Немачка | Немачка |
| Година  | Наступи | Голови  |
| ------- | ------- | ------- |
| 1951    | 2       | 1       |
| 1952    | 3       | 1       |
| 1953    | 4       | 1       |
| 1954    | 6       | 4       |
| 1955    | 3       | 0       |
| 1956    | 1       | 0       |
| 1957    | 3       | 2       |
| 1958    | 11      | 10      |
| 1959    | 5       | 1       |
| 1960    | 2       | 1       |
| Укупно  | 40      | 21      |

## Награде и титуле

### Клубови

#### Рот вајс Eсен
- Куп Немачке: 1952—53.
- Првенство Немачке у фудбалу: 1955.

### Репрезентација

#### Западна Немачка
- Светско првенство: 1954.

### Индивидуалне
- Ол-стар састав: 1954.
- Сребрна лопта: 1958.
- Златна лопта: 1958.